# Fontanna Trytona w Nysie

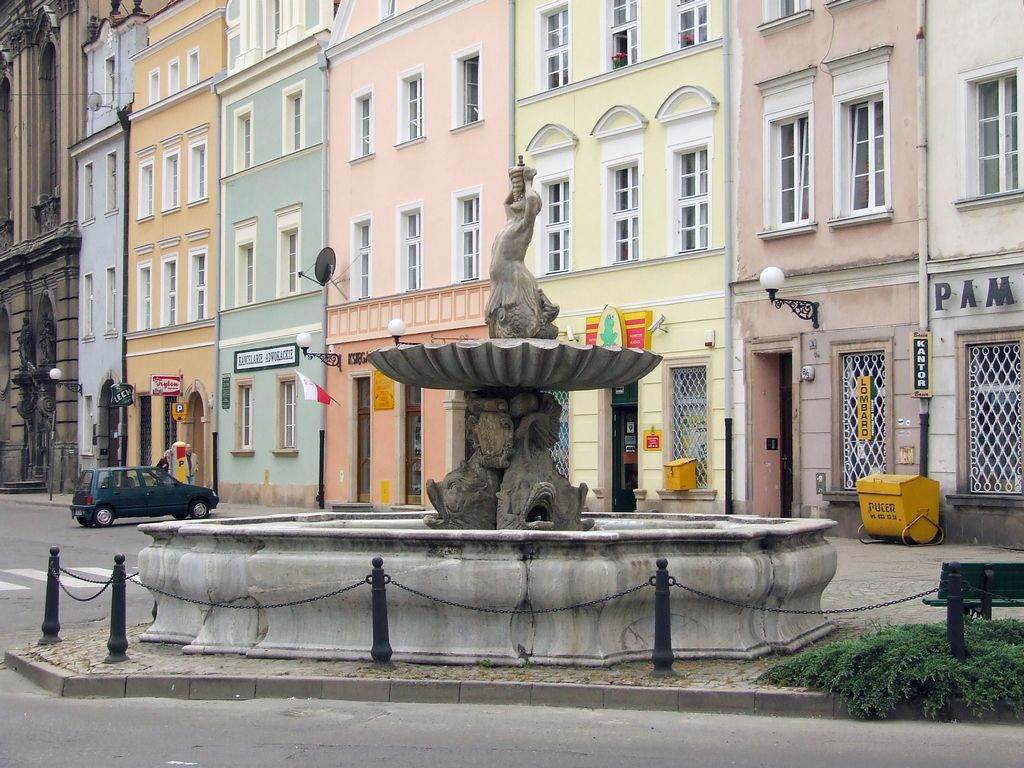
Fontanna Trytona w Nysie

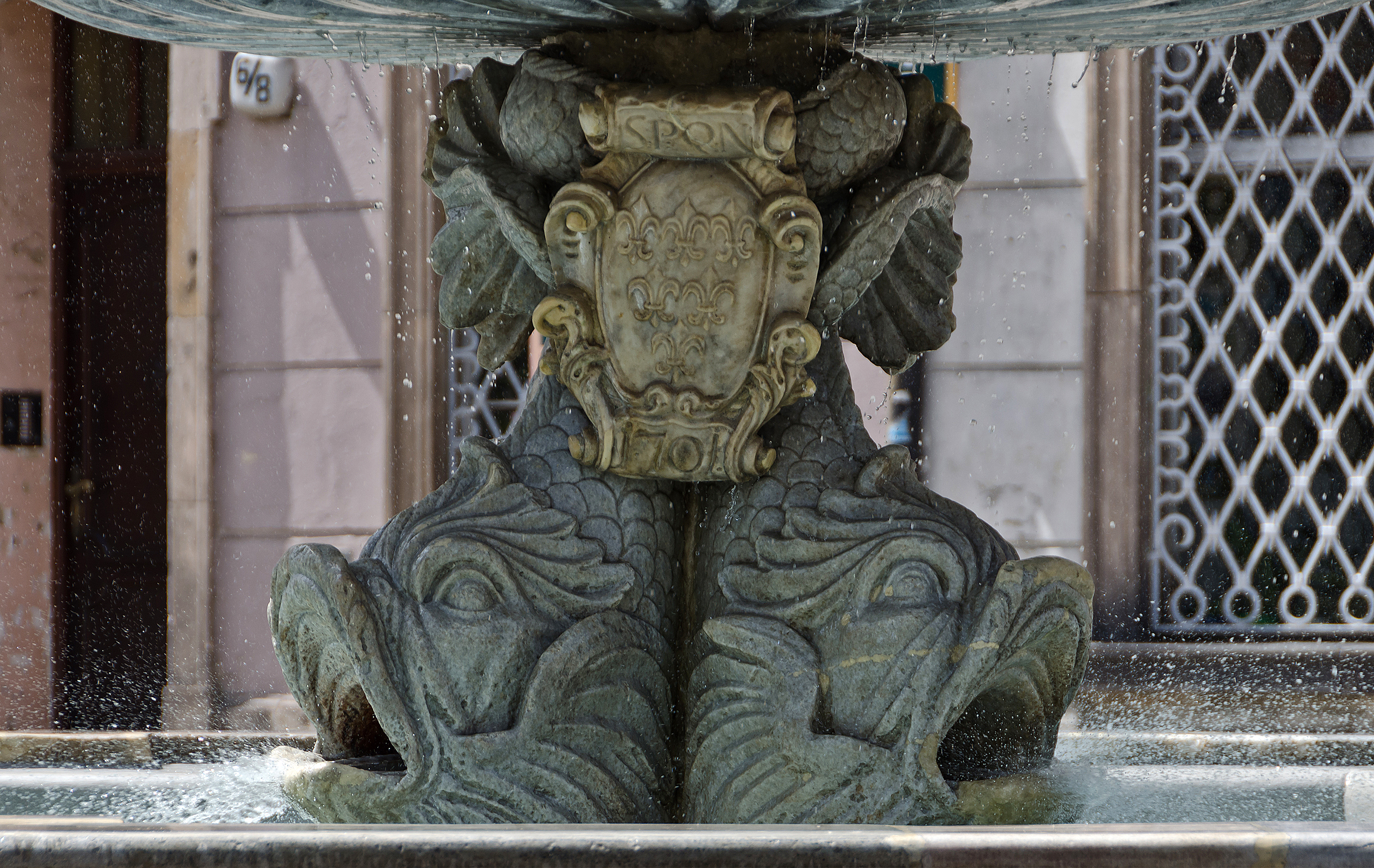
Trzon z wodotryskami

Fontanna Trytona w Nysie  – fontanna położona u zbiegu rynku oraz ulic Brackiej i Celnej, wzorowana na rzymskiej Fontannie Trytona Berniniego.
Zbudowano ją w latach 1700-1701. Uznawana jest za jeden z najcenniejszych zabytków architektonicznych miasta. Wykuta przez nieznanego autora w sławniowickim marmurze, stanowi dzieło dojrzałego baroku.
W swej formie artystycznej fontanna nyska przypomina swój włoski pierwowzór, lecz nie jest jego dokładna kopią. Duża sadzawka zbudowana na planie kwadratu, z zaokrąglonymi narożnikami, w obramieniu o wykroju sarkofagowym. Balustrada fontanny otacza dużych rozmiarów trzon, na którym wyrzeźbiono cztery delfiny z otwartymi paszczami, zwrócone w cztery strony świata. W górnej części po stronie południowej umieszczony został herb Nysy z inskrypcją SPQN 1701. Jest to data powstania fontanny.
Starożytni Rzymianie na frontonach wielu budowli umieszczali napis S.P.Q.R. – "Senatus Populusque Romanus" czyli "senat i lud rzymski". Mieszkańcy Nysy, nawiązując do tej tradycji, wyryli inskrypcję S.P.Q.N. – "Senatus Populusque Nissiensis" - "senat i lud nyski”).
Trzon wieńczy czara w kształcie muszli, na której umieszczona jest postać klęczącego Trytona, przedstawionego jako półczłowiek-półryba, z uniesionymi rękoma, grającego na muszli. Jest to barokowy symbol pokoju i harmonii.
Mniejsza sadzawka o kształcie wydłużonego ośmioboku na zwężającej się podstawie łączy się z głównym zbiornikiem tworząc przejście w postaci dwóch płaskorzeźbionych delfinów oraz 
mosiężnego gargulca, również w kształcie delfina.
Nysa to miasto o bardzo bogatej i zróżnicowanej architekturze sakralnej, przez wiele wieków będące siedzibą biskupów wrocławskich. Jednak to właśnie ta fontanna najbardziej uzasadnia nadaną niegdyś Nysie dewizę "Śląski Rzym".